# Uloborus filifaciens
Uloborus filifaciens là một loài nhện trong họ Uloboridae.
Loài này thuộc chi Uloborus. Uloborus filifaciens được miêu tả năm 1927 bởi Hingston.